# 1995 YL23
1995 YL23 är en asteroid i huvudbältet som upptäcktes den 21 december 1995 av NEAT vid Haleakalā-observatoriet.